# Conseil départemental du Val-de-Marne
Le conseil départemental du Val-de-Marne est l'assemblée délibérante du département français du Val-de-Marne, collectivité territoriale décentralisée agissant sur le territoire départemental créé le 1er janvier 1968, en application de la loi du 10 juillet 1964. Son siège est à Créteil. Les conseillers départementaux du Val-de-Marne sont au nombre de 50.
Le découpage du Val-de-Marne et les couleurs politiques des élus révèlent les contrastes de ce département. La morphologie urbaine des cantons et l'histoire de leur peuplement s'opposent, à l'image des villes qui sont souvent limitrophes et néanmoins très dissemblables (comme peuvent l'être par exemple Vincennes et Fontenay-sous-Bois, ou Nogent-sur-Marne et Champigny, ou bien Saint-Maur et Bonneuil-sur-Marne). Sont ainsi représentés d'une part des territoires affiliés à la tradition ouvrière de l'agglomération parisienne, et d'autres qui représentent davantage une tradition résidentielle et bourgeoise.

## Compétences
En France, le département est, en vertu de l'article 72 de la Constitution, une collectivité territoriale, c'est-à-dire une personne morale de droit public différente de l'État, investie d'une mission d'intérêt général concernant le département, compris en tant que territoire. À ce titre, elle possède une personnalité juridique, des compétences et une liberté d'administration.
Le département exerce les compétences qui sont déterminées par le code général des collectivités territoriales.
Cette collectivité territoriale est administrée par son assemblée délibérante, dénommée depuis 2015 le conseil départemental. L'assemblée départementale élit son président et ses vice-présidents, ainsi que la commission permanente, désignée au scrutin proportionnel à la plus forte moyenne, qui disposent de pouvoirs propres ou délégués par le conseil départemental. Celui-ci prend par ses délibérations l'ensemble des autres décisions concernant la collectivité territoriale, et notamment détermine ses politiques publiques, vote son budget et les taux des impôts qu'elle perçoit.
Les compétences du département sont définies par le code général des collectivités territoriales et sont essentiellement la mise en œuvre de « toute aide ou action relative à la prévention ou à la prise en charge des situations de fragilité, au développement social, à l'accueil des jeunes enfants et à l'autonomie des personnes. Il est également compétent pour faciliter l'accès aux droits et aux services des publics dont il a la charge.
Il a compétence pour promouvoir les solidarités et la cohésion territoriale sur le territoire départemental, dans le respect de l'intégrité, de l'autonomie et des attributions des régions et des communes »
Les politiques publiques du département concernent notamment les politiques publiques suivantes :  l’insertion sociale, la voirie, l’environnement, le tourisme, l’éducation et l’équipement des communes.

## Organisation

### Composition
Le conseil départemental est constitué de 50 conseillers départementaux, à raison de deux élus pour chacun des 25 cantons du département
| Président du Conseil départemental   |       |       |      |                                                                    |
| Olivier Capitanio (LR)               |       |       |      |                                                                    |
| Parti                                | Sigle | Sigle | Élus | Groupes                                                            |
| Majorité (28 sièges)                 |       |       |      |                                                                    |
| Les Républicains                     |       | LR    | 21   | Les Républicains Libres et Indépendants                            |
| Soyons libres                        |       | SL    | 3    | Les Républicains Libres et Indépendants                            |
| Union des démocrates et indépendants |       | UDI   | 4    | UDI et apparentés                                                  |
| Opposition (22 sièges)               |       |       |      |                                                                    |
| Parti communiste français            |       | PCF   | 10   | Val-de-Marne en commun – Parti communiste français et citoyen·ne·s |
| Gauche citoyenne                     |       | GC    | 1    | Val-de-Marne en commun – Parti communiste français et citoyen·ne·s |
| Parti socialiste                     |       | PS    | 7    | Socialiste                                                         |
| Europe Écologie Les Verts            |       | EÉLV  | 2    | Écologistes et Citoyens                                            |
| Divers gauche                        |       | DVG   | 1    | Écologistes et Citoyens                                            |
| Gauche républicaine et socialiste    |       | GRS   | 1    | Non-inscrit                                                        |

| Groupes politiques                                                   | Élus | Président            |
| -------------------------------------------------------------------- | ---- | -------------------- |
| Période 2008-2011                                                    |      |                      |
| Groupe communiste                                                    | 16   | Pascal Savoldelli    |
| Groupe Gauche citoyenne (CAP - Les Verts - PG)                       | 4    | Joseph Rossignol     |
| Groupe socialiste et républicain                                     | 11   | Jean-Jacques Bridey  |
| Groupe UMP                                                           | 17   | Jacques J. P. Martin |
| Non inscrit (DVD)                                                    | 1    |                      |
| Période 2011-2015                                                    |      |                      |
| groupe Front de gauche, Parti communiste, Parti de gauche et Citoyen | 17   | Pascal Savoldelli    |
| groupe Gauche citoyenne - Europe Écologie Les Verts                  | 4    | Daniel Breuiller     |
| groupe des élus Socialistes et Républicains                          | 10   | Jean-Jacques Bridey  |
| groupe UMP                                                           | 13   | Bruno Tran           |
| Non inscrit (DVD)                                                    | 5    |                      |
| Période 2015-2021                                                    |      |                      |
| groupe Front de gauche, Parti communiste, Parti de gauche et Citoyen | 18   | Pascal Savoldelli    |
| groupe Socialistes et Républicains                                   | 7    | Hélène de Comarmond  |
| groupe Gauche citoyenne - Europe Écologie Les Verts                  | 2    | Daniel Breuiller     |
| groupe Les Républicains - Val-de-Marne autrement                     | 19   | Olivier Capitanio    |
| groupe Centriste et indépendant                                      | 3    | Dominique Le Bideau  |
| Non inscrit (GRS)                                                    | 1    |                      |

### Liste des présidents
| Période                                                 | Période                                           | Identité                                          | Étiquette                                         | Étiquette                                         | Qualité |
| Liste des président successifs du conseil général       | Liste des président successifs du conseil général | Liste des président successifs du conseil général | Liste des président successifs du conseil général | Liste des président successifs du conseil général | Liste des président successifs du conseil général |
| ------------------------------------------------------- | ------------------------------------------------- | ------------------------------------------------- | ------------------------------------------------- | ------------------------------------------------- | --- |
| 1968                                                    | 1970                                              | Gaston Viens                                      |                                                   | PCF                                               | Conseiller général d'Orly (1967 → 2001) Maire d'Orly (1965 → 2009) |
| 1970                                                    | 1976                                              | Roland Nungesser                                  |                                                   | UDR                                               | Ancien ministre Conseiller général de Nogent-sur-Marne (1967 → 1988) Maire de Nogent-sur-Marne (1959 → 1995) Député de la Seine (1958 → 1966) et du Val-de-Marne (1968 → 1997) |
| 1976                                                    | 2001                                              | Michel Germa                                      |                                                   | PCF                                               | Ouvrier imprimeur-typographe Conseiller général de Vitry-sur-Seine-Est (1967 → 2001) |
| 2001                                                    | 2015                                              | Christian Favier                                  |                                                   | PCF                                               | Instituteur Conseiller général de Champigny-sur-Marne-Ouest (1994 → 2015) Sénateur du Val-de-Marne (2011 → 2017) |
| Liste des président successifs du conseil départemental |                                                   |                                                   |                                                   |                                                   | |
| 2015                                                    | 2021                                              | Christian Favier                                  |                                                   | PCF                                               | Instituteur Conseiller départemental de Champigny-sur-Marne-1 (2015 → 2021) Sénateur du Val-de-Marne (2011 → 2017) |
| 2021                                                    | en cours                                          | Olivier Capitanio                                 |                                                   | LR                                                | Cadre, ancien attaché parlementaire de Michel Herbillon Maire (2017 → 2021), puis maire-adjoint de Maisons-Alfort Conseiller général de Maisons-Alfort-Nord (2004 → 2015) Conseiller départemental de Maisons-Alfort (2015 → ) Président de l'EPT Paris-Est-Marne et Bois (2020 → ) |

### Commission permanente
Dans l’intervalle des sessions publiques de l’assemblée délibérante, la commission permanente composée du président, des vice-présidents et, d'autres membres du conseil départemental, prend de nombreuses décisions. Cette commission permanente, qui tient ses pouvoirs de l’assemblée délibérante, gère les affaires que lui a déléguées le Conseil départemental.
La commission permanente est élue par l'assemblée départementale.
Les vice-présidents élus le 1er juillet 2021 sont :
1. Paul Bazin, chargé des solidarités, de la petite enfance et de la protection maternelle et infantile (canton de Nogent-sur-Marne)
2. Françoise Lecoufle, chargée des infrastructures routières et navigables (canton de Villeneuve-Saint-Georges)
3. Michel Duvaudier, chargé de l’habitat, du logement et de la politique de la ville (canton de Champigny-sur-Marne-1)
4. Odile Séguret, chargée de l’autonomie des personnes âgées et des personnes en situation de handicap (canton de Vincennes)
5. Hervé Gicquel, chargé des finances, de la commande publique, de l’évaluation des politiques publiques et du développement numérique (canton de Charenton-le-Pont),
6. Marie-Christine Ségui, chargée de la prévention et de la protection de l’enfance et de l’adolescence et de la coopération internationale (canton de Saint-Maur-des-Fossés-2)
7. Nicolas Tryzna, chargé des collèges, de la jeunesse, de la réussite éducative, de la restauration scolaire, de l’enseignement supérieur et de la recherche (canton de Thiais)
8. Laurence Coulon, chargée des affaires européennes et patrimoniales et des relations avec les organismes associés (canton de Saint-Maur-des-Fossés-1)
9. Julien Weil, chargé des ressources humaines et des affaires juridiques (canton de Vincennes),
10. Déborah Münzer, chargée de la culture, de la vie associative, de l’éducation artistique et culturelle et du tourisme (canton de Nogent-sur-Marne)
11. Jean-Pierre Barnaud, chargé du patrimoine environnemental, de la biodiversité, de l’agriculture urbaine et du bien-être animal (canton de Champigny-sur-Marne-2)
12. Chantal Durand, chargée de l’eau et de l’assainissement (canton de Charenton-le-Pont)
13. Tonino Panetta, chargé de l’insertion professionnelle, de la formation, du développement de l’économie sociale et solidaire et du revenu de solidarité active (canton de Choisy-le-Roi)
14. Patricia Korchef-Lambert, chargée des sports (canton de Thiais)
15. Jean-Daniel Amsler, chargé des transports et de la circulation et des anciens combattants (canton de Saint-Maur-des-Fossés-2)

Les présidentes et présidents délégués sont : 
- Karine Bastier, présidente déléguée auprès du Président, chargée de l’égalité femmes - hommes et de la mise en œuvre de l’action en faveur des personnes atteintes de troubles autistiques
- Antoine Madelin, président délégué auprès du Président, chargé de la prévention et de la sécurité
- Sabine Patoux, présidente déléguée auprès du Président, chargée de la transition énergétique
- Charles Aslangul, président délégué auprès du Président, chargé de l’aménagement et de l’attractivité du territoire

Les conseillères et conseillers délégués sont : 
- Catherine Mussotte-Guedj, conseillère départementale déléguée chargée de l’action sociale territoriale auprès du 1er Vice-Président chargé des solidarités, de la petite enfance et de la protection maternelle et infantile
- Germain Roesch, conseiller départemental délégué chargé du développement numérique auprès du 5e Vice-Président chargé des finances, de la commande publique, de l’évaluation des politiques publiques et du développement numérique
- Geneviève Carpe, conseillère départementale déléguée chargée de la santé auprès du 1er Vice-Président chargé des solidarités, de la petite enfance et de la protection maternelle et infantile
- Métin Yavuz, conseiller départemental délégué chargé de la rénovation urbaine auprès du 3e Vice-Président chargé de l’habitat, du logement et de la politique de la ville
- Mary-France Parrain, conseillère départementale déléguée chargée de la réussite éducative et de la restauration scolaire auprès du 7e Vice-Président chargé des collèges, de la jeunesse, de la réussite éducative, de la restauration scolaire et de l’enseignement supérieur et de la recherche
- Patrick Farcy, conseiller départemental délégué chargé des espaces forestiers auprès du 11e Vice-Président chargé du patrimoine environnemental, de la biodiversité, de l'agriculture urbaine et du bien-être animal
- Mélanie Nowak, conseillère départementale déléguée chargée du développement du tourisme, de l’enseignement supérieur et de la recherche auprès du 7e Vice-Président chargé des collèges, de la jeunesse, de la réussite éducative, de la restauration scolaire, de l'enseignement supérieur et de la recherche et de la 10e Vice-Présidente chargée de la culture, de la vie associative, de l'éducation artistique et culturelle et du tourisme
- Kristell Niasme, conseillère départementale déléguée chargée des espaces naturels sensibles et de la lutte contre les nuisances auprès du 11e Vice-Président chargé du patrimoine environnemental, de la biodiversité, de l'agriculture urbaine et du bien-être animal

## Élus actuels par canton
| Code cantonal  | Canton                             | Électeurs (2021) | Mandat    | Conseillers départementaux                | Parti    |
| -------------- | ---------------------------------- | ---------------- | --------- | ----------------------------------------- | -------- |
| 9401           | Canton d'Alfortville               | 23 742           | 2021-2028 | Mohamed Chikouche Isabelle Santiago       | PS       |
| 9402           | Canton de Cachan                   | 29 329           | 2015-2021 | Samuel Besnard Hélène Peccolo             | PS EELV  |
| 9403           | Canton de Champigny-sur-Marne-1    | 28 806           | 2021-2028 | Michel Duvaudier Catherine Mussotte-Guedj | LR SL    |
| 9404           | Canton de Champigny-sur-Marne-2    | 24 818           | 2021-2028 | Jean-Pierre Barnaud Geneviève Carpe       | UDI SL   |
| 9405           | Canton de Charenton-le-Pont        | 41 350           | 2021-2028 | Hervé Gicquel Chantal Durand              | LR       |
| 9406           | Canton de Choisy-le-Roi            | 28 579           | 2021-2028 | Kristell Niasme Tonino Panetta            | LR       |
| 9407           | Canton de Créteil-1                | 21 954           | 2021-2028 | Antoine Pelissolo Josette Sol             | PS       |
| 9408           | Canton de Créteil-2                | 23 215           | 2021-2028 | Bruno Hélin Frédérique Hachmi             | PS       |
| 9409           | Canton de Fontenay-sous-Bois       | 38 983           | 2021-2028 | Franck Mora Sokona Niakhate               | PCF      |
| 9410           | Canton de L'Haÿ-les-Roses          | 33 621           | 2021-2028 | Antoine Madelin Mélanie Nowak             | LR UDI   |
| 9411           | Canton d'Ivry-sur-Seine            | 28 809           | 2021-2028 | Nicolas Bescond Lamya Kirouani            | PCF      |
| 9412           | Canton du Kremlin-Bicêtre          | 24 144           | 2021-2028 | Fatiha Aggoune Ibrahima Traoré            | PCF      |
| 9413           | Canton de Maisons-Alfort           | 36 352           | 2021-2028 | Olivier Capitanio Mary-France Parrain     | LR       |
| 9414           | Canton de Nogent-sur-Marne         | 44 711           | 2021-2028 | Paul Bazin Déborah Münzer                 | LR       |
| 9415           | Canton d'Orly                      | 25 868           | 2021-2028 | Daniel Guerin Imène Souid-Ben Cheikh      | GRS GC   |
| 9416           | Canton du Plateau briard           | 37 611           | 2021-2028 | Patrick Farcy Karine Bastier              | UDI LR   |
| 9417           | Canton de Saint-Maur-des-Fossés-1  | 40 393           | 2021-2028 | Laurence Coulon Germain Roesch            | LR       |
| 9418           | Canton de Saint-Maur-des-Fossés-2  | 41 220           | 2021-2028 | Jean-Daniel Amsler Marie-Christine Segui  | LR       |
| 9419           | Canton de Thiais                   | 31 886           | 2021-2028 | Nicolas Tryzna Patricia Korchef-Lambert   | LR       |
| 9420           | Canton de Villejuif                | 30 052           | 2021-2028 | Pierre Garzon Flore Munck                 | PCF      |
| 9421           | Canton de Villeneuve-Saint-Georges | 25 547           | 2021-2028 | Metin Yavuz Françoise Lecoufle            | LR       |
| 9422           | Canton de Villiers-sur-Marne       | 38 575           | 2021-2028 | Charles Aslangul Sabine Patoux            | LR SL    |
| 9423           | Canton de Vincennes                | 41 216           | 2021-2028 | Julien Weil Odile Seguret                 | LR UDI   |
| 9424           | Canton de Vitry-sur-Seine-1        | 23 293           | 2021-2028 | Frédéric Bourdon Naiga Stefel             | EELV DVG |
| 9425           | Canton de Vitry-sur-Seine-2        | 22 283           | 2021-2028 | Hocine Tmimi Marion Martin                | PCF      |
| Carte des élus |                                    |                  |           |                                           |          |

## Logos

Ancien logo du conseil général du Val-de-Marne.
Logo du Département avant 2021. La droite a supprimé le mot "utile" à son arrivée.
Ancien logo du conseil départemental du Val-de-Marne.
Logo du Département du Val-de-Marne